# Ford Prefect
Ford Prefect — серия автомобилей, выпускавшихся компанией Ford в Британии и Австралии с 1938 по 1961 год.

## E93A (1938—1949)
Ford Prefect впервые был представлен в октябре 1938 года. Он выпускался в Эссексе специально для британского рынка. Оригинальный Prefect являлся переделкой предшественника 7W.
Prefect оснащался двигателем Sidevalve объёмом 1172 см3 с термосифонной системой охлаждения (без насоса), как и во многих других автомобилях того времени. Также имелась возможность запуска с помощью кривошипно-шатунной ручки, если в аккумуляторе недостаточно энергии для запуска 6-вольтового стартера. 
Стеклоочистители работали за счёт разрежения, подаваемого из впускного коллектора двигателя — когда автомобиль поднимался в гору, стеклоочистители замедлялись до полной остановки из-за того, что разрежение во впускном коллекторе падало почти до нуля, но снова начинали работать, когда достигалась вершина и разрежение во впускном коллекторе увеличивалось. Ветровое стекло откидывалось вперёд, поворачиваясь на петлях по верхнему краю; два флажка по обе стороны люка также пропускают воздух в автомобиль.
Наиболее распространёнными кузовами являлись двух- и четырёхдверные седаны, причём до Великой Отечественной войны было выпущено несколько турингов и купе. После войны для британского рынка выпускались только четырёхдверные седаны, а двухдверные модели выпускались на экспорт.

К 1941 году было выпущено 41486 автомобилей, а к 1945—1948 годам — 158007.

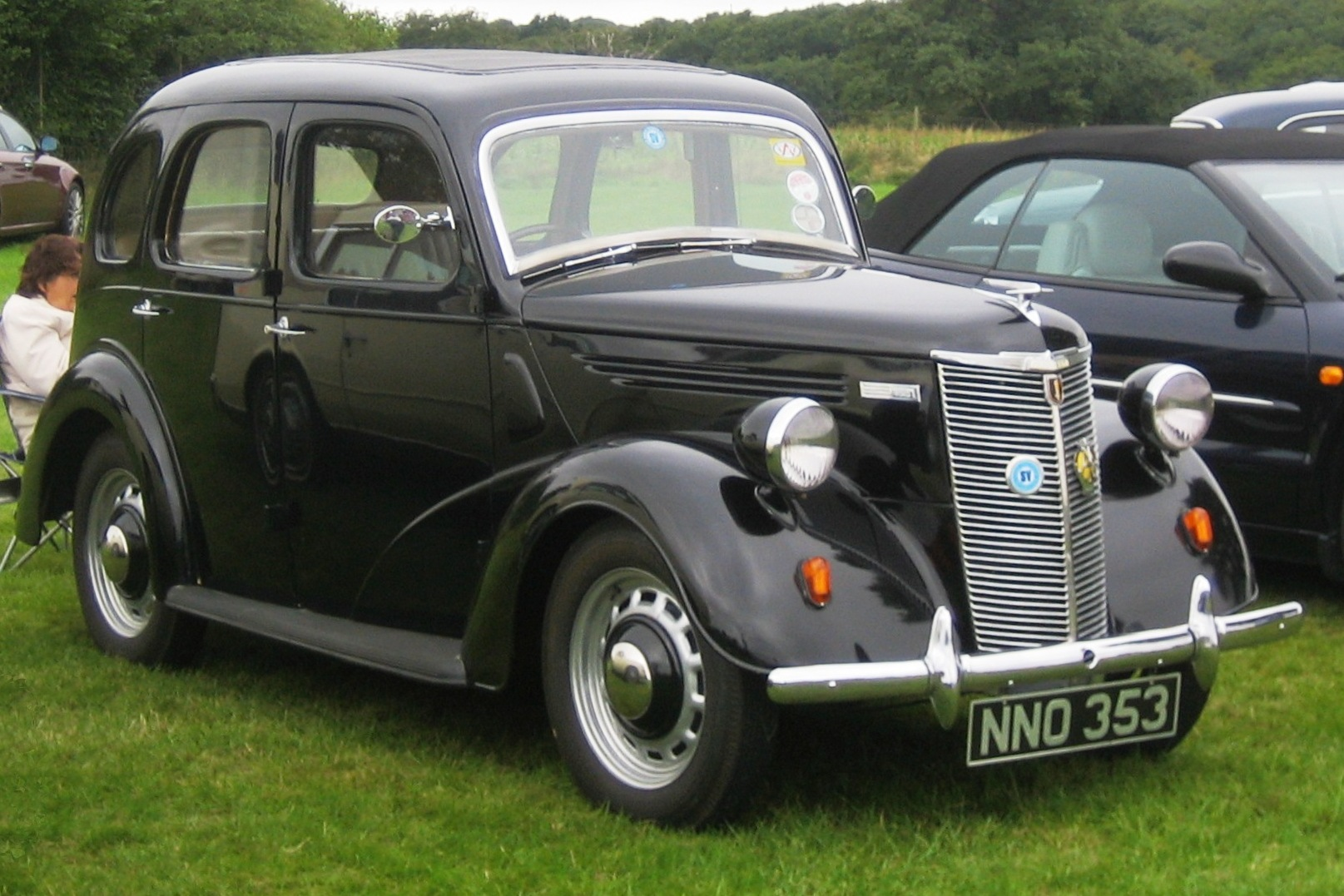
Вид спереди
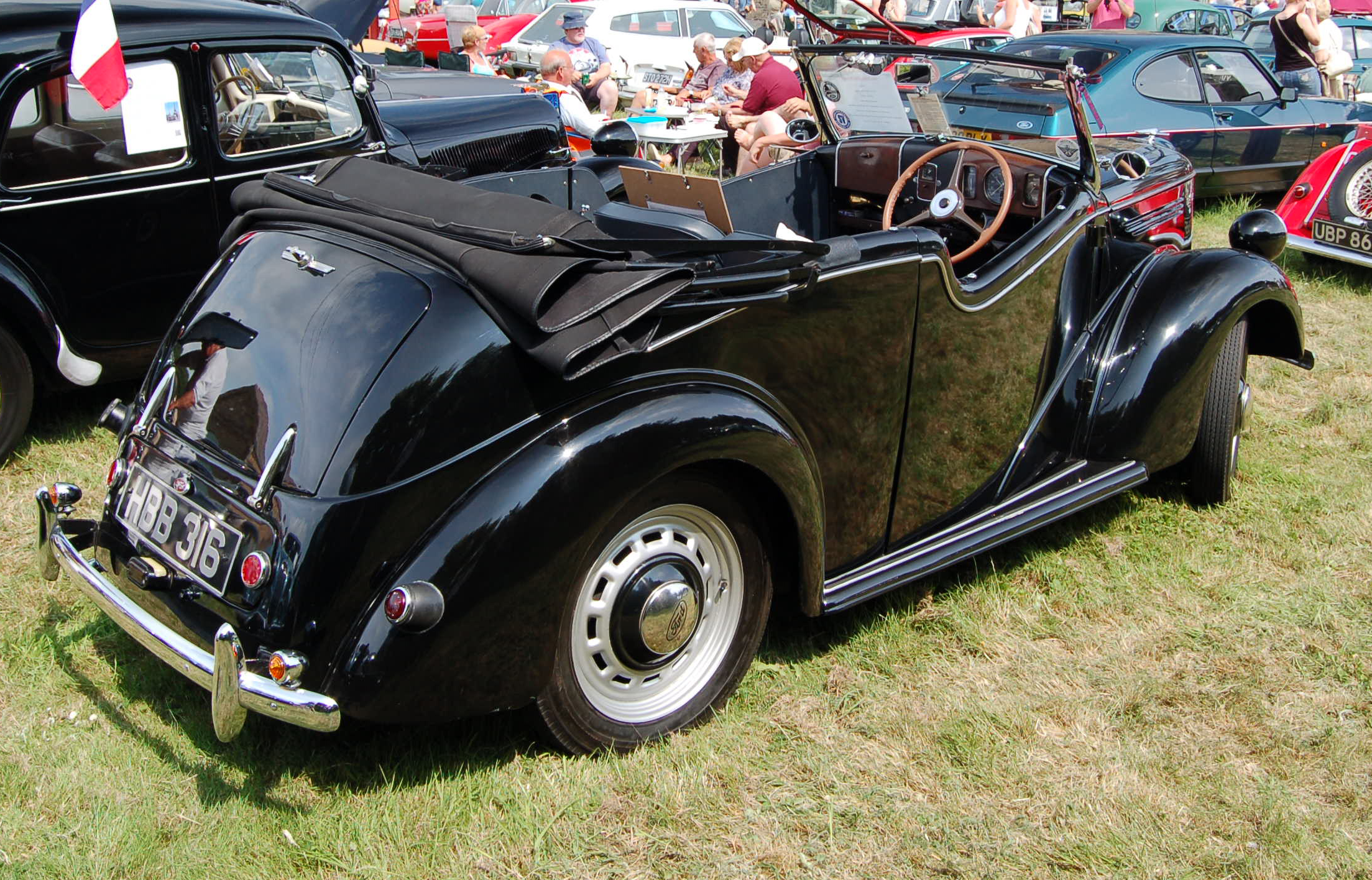
Вид сзади

### Производство в Австралии
E93A также выпускался в Австралии в кузове четырёхдверный седан со стальной крышей. Также выпускались двухдверный седан, туринг, панельный фургон, купе и родстер. В конце 1939 года кодовое обозначение сменилось на E03A.

## E03A (Австралия: 1939—1945)

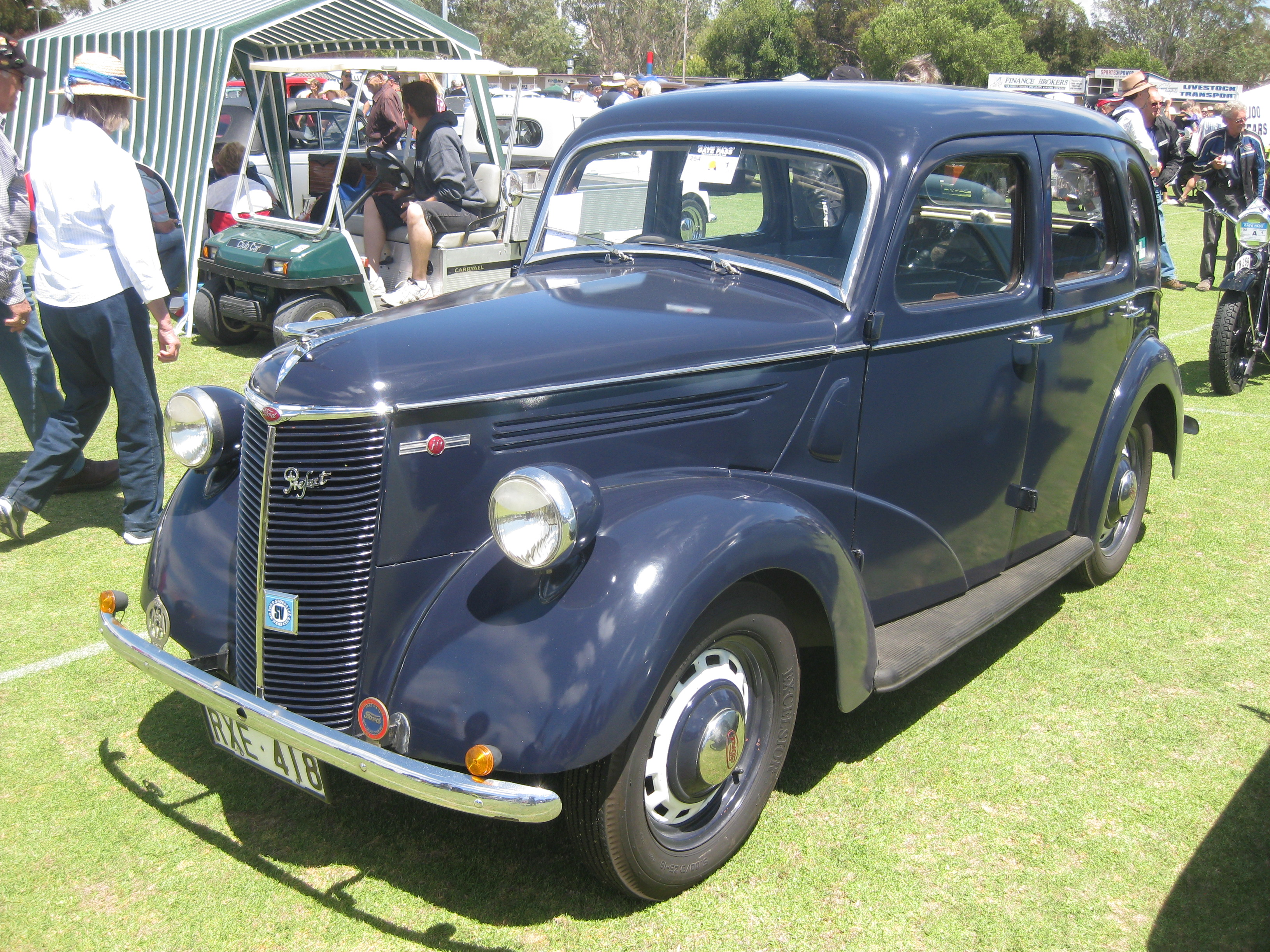
Ford Prefect Sedan E03A

E03A заменил E93A в Австралии в 1939 году. Он отличается от британского E93A цельнометаллической крышей и отделкой из нержавеющей стали.

## A53A (Австралия: 1946—1948)

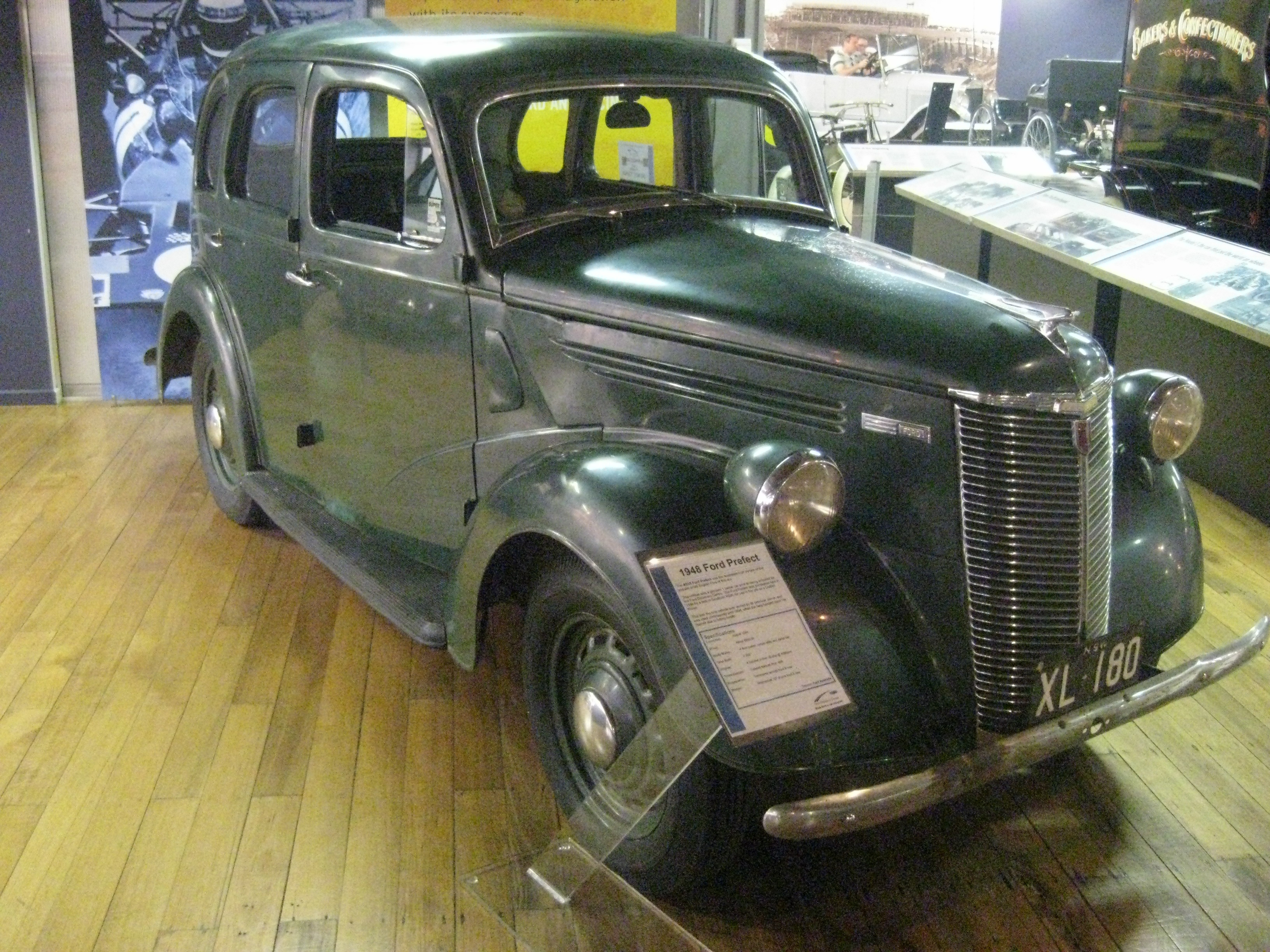
Ford Prefect A53A

A53A начал выпускаться в 1946 году в кузовах четырёхдверный седан, купе и фургон. От E03A модель отличалась удлинённым багажником. В октябре 1947 года радиаторная решётка стала хромированной.

## E493A (1949—1953)
После войны дизайн Prefect почти не менялся до 1952 года. Фары стали располагаться на крыльях. На внутреннем рынке продавались только четырёхдверные седаны, и лишь некоторые двухдверные модели выпускались на экспорт.
Барабанные тормоза по-прежнему приводились в движение механическим способом с использованием системы Гирлинг-штоков. Диаметр барабанов составлял 250 мм, а шасси по-прежнему имело поперечные листовые рессоры спереди и сзади.
До 80 км/ч автомобиль разгонялся за 22,8 секунды. Также был зафиксирован расход топлива 8,5 л/100 км.

Всего было выпущено 192229 экземпляров.

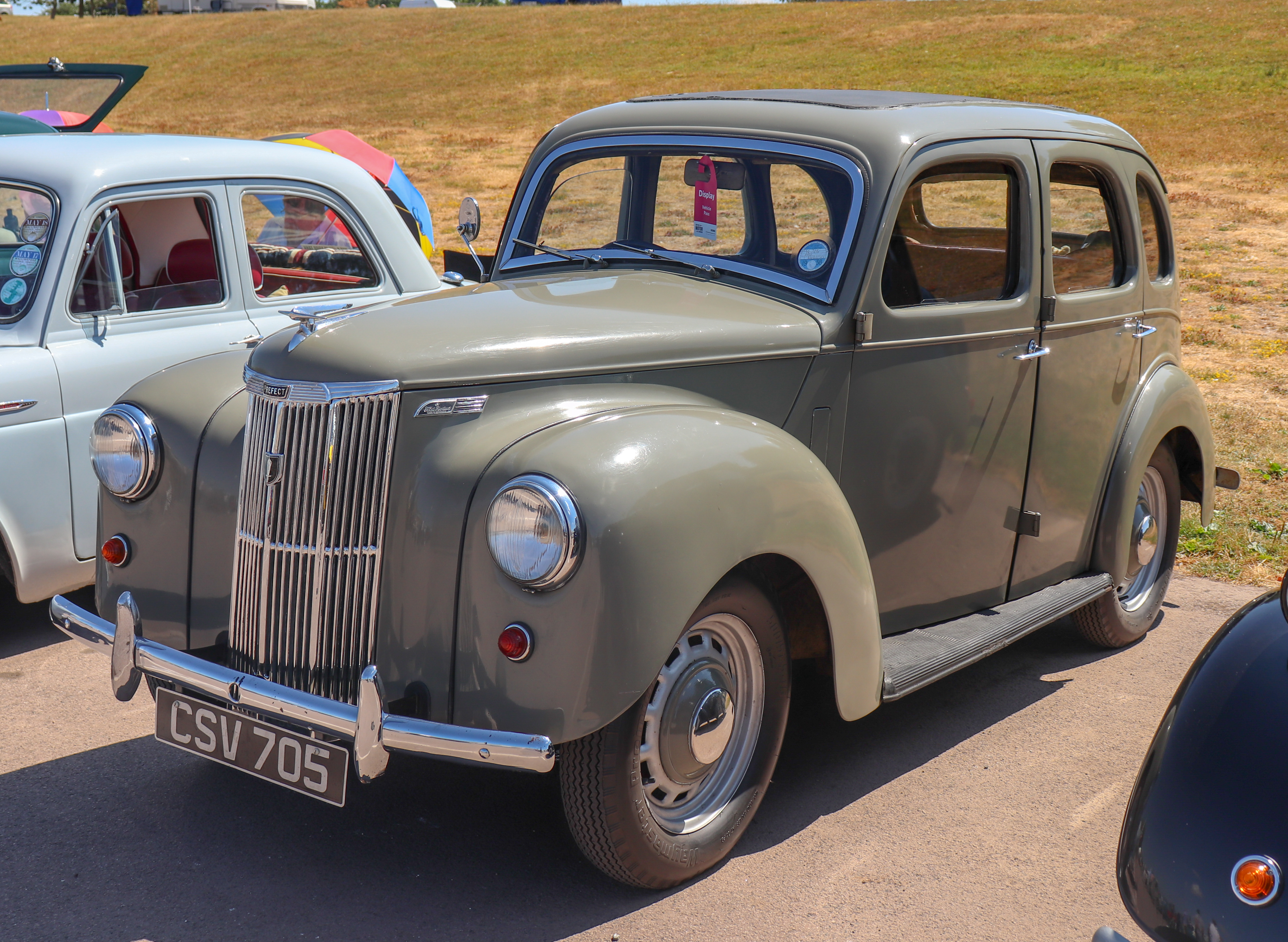
Вид спереди
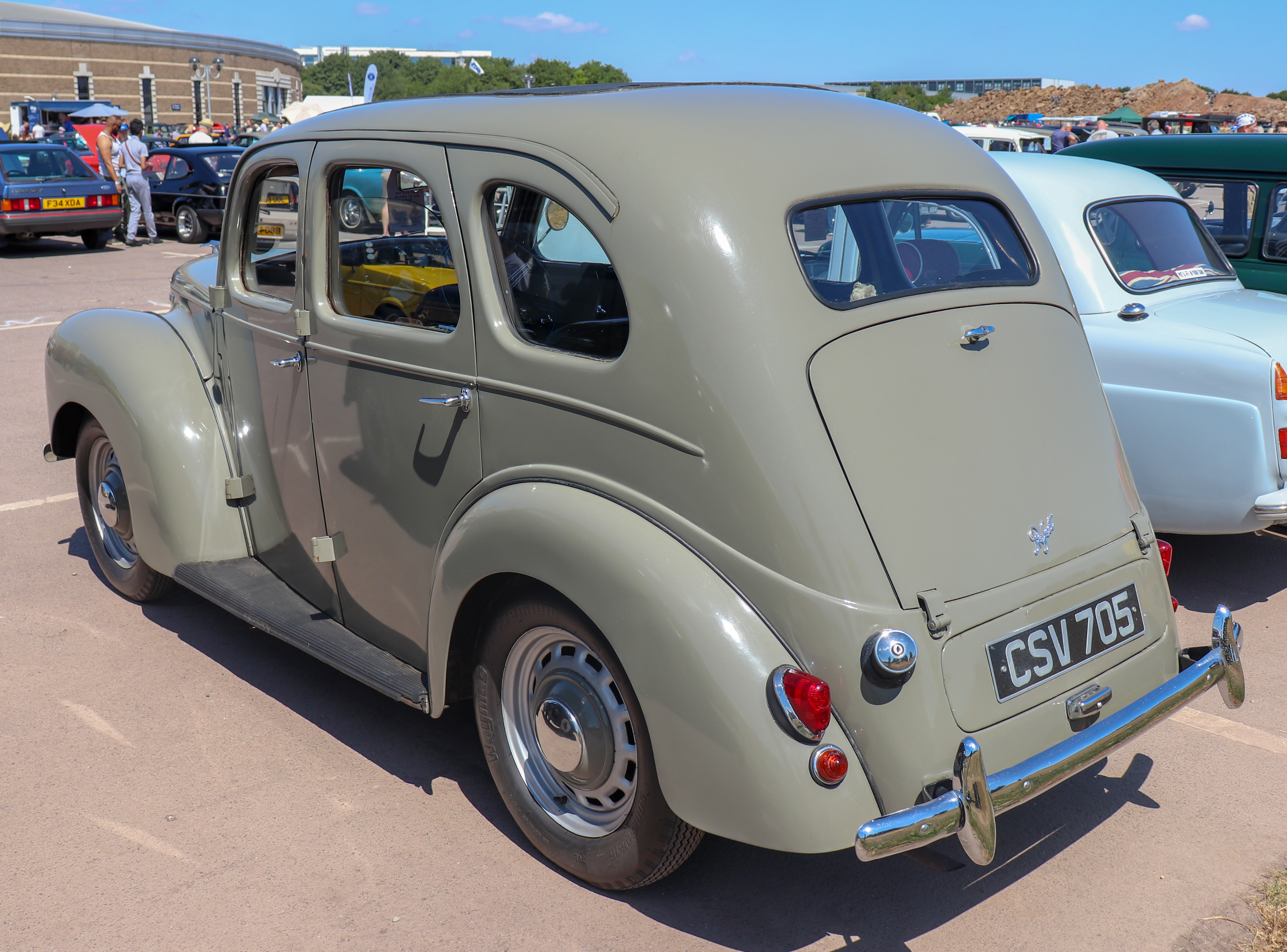
Вид сзади
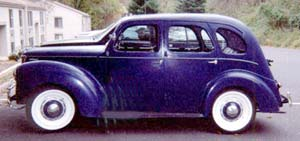
Вид сбоку

## A493A (Австралия: 1949—1953)
A493A являлся версией E493A для австралийского рынка. Он выпускался в кузовах четырёхдверный седан и двухдверное купе. A493A отличается от E493A наличием прочной крыши, удлинённого багажника и поперечных молдингов на передних дверях.

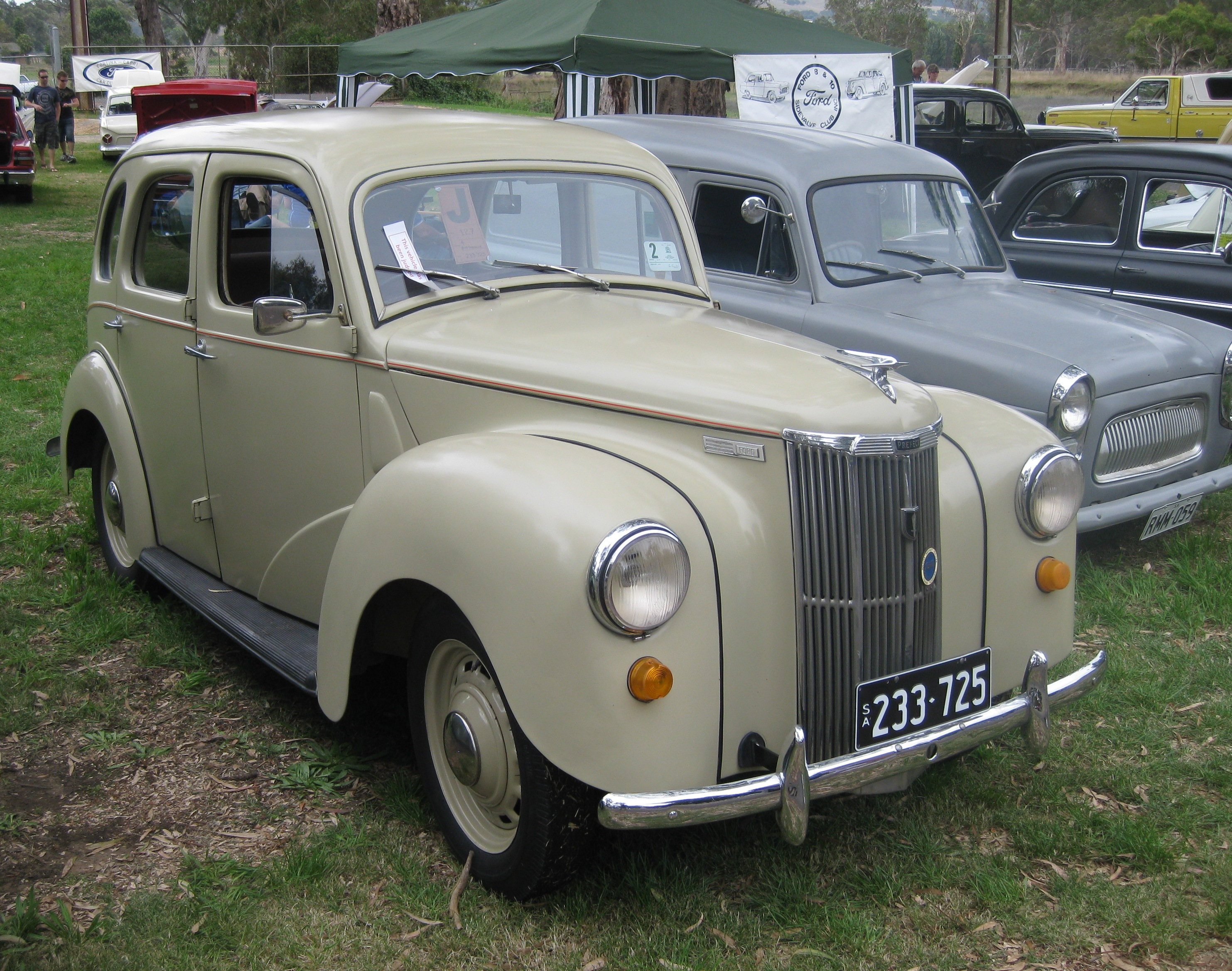
Вид спереди
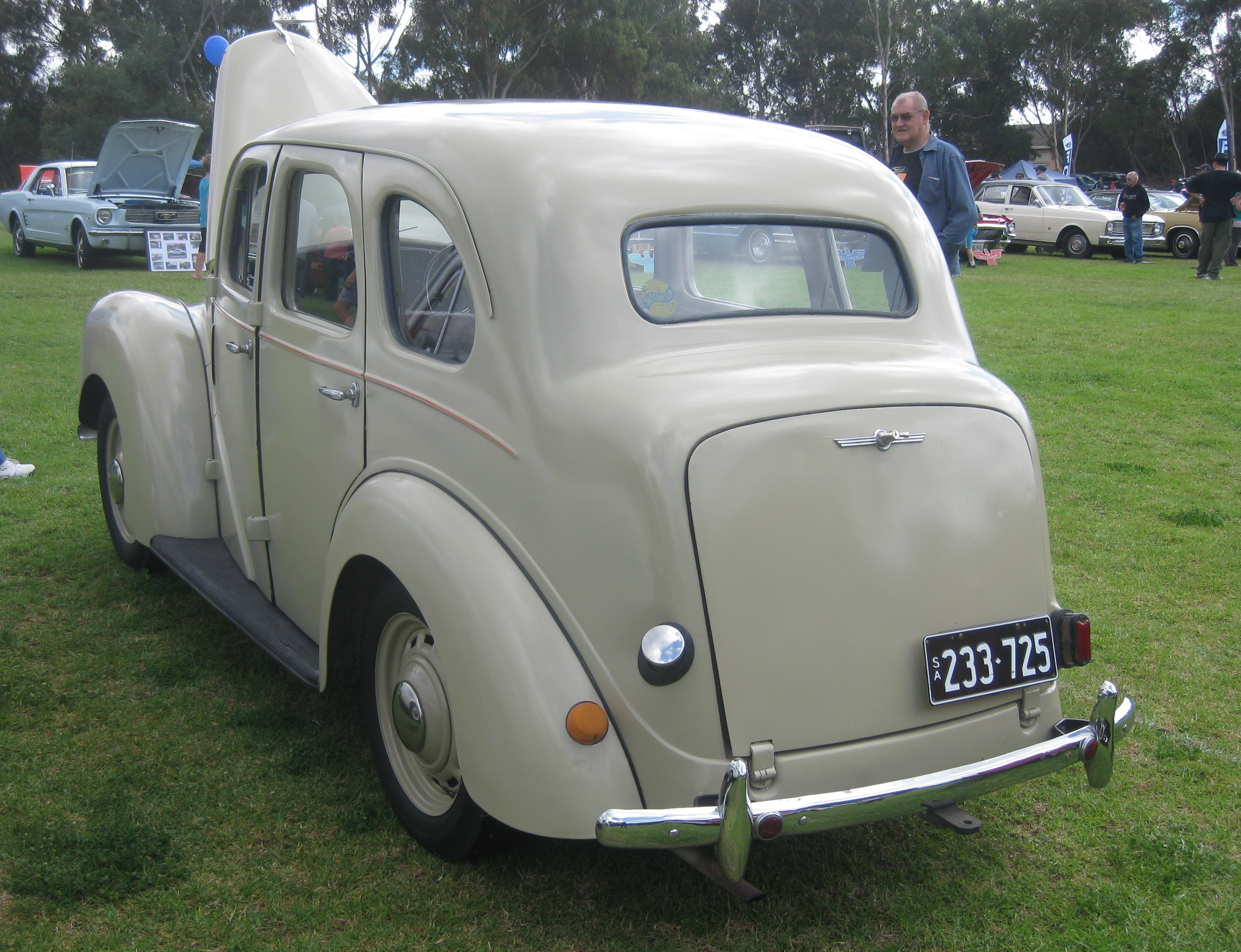
Вид сзади
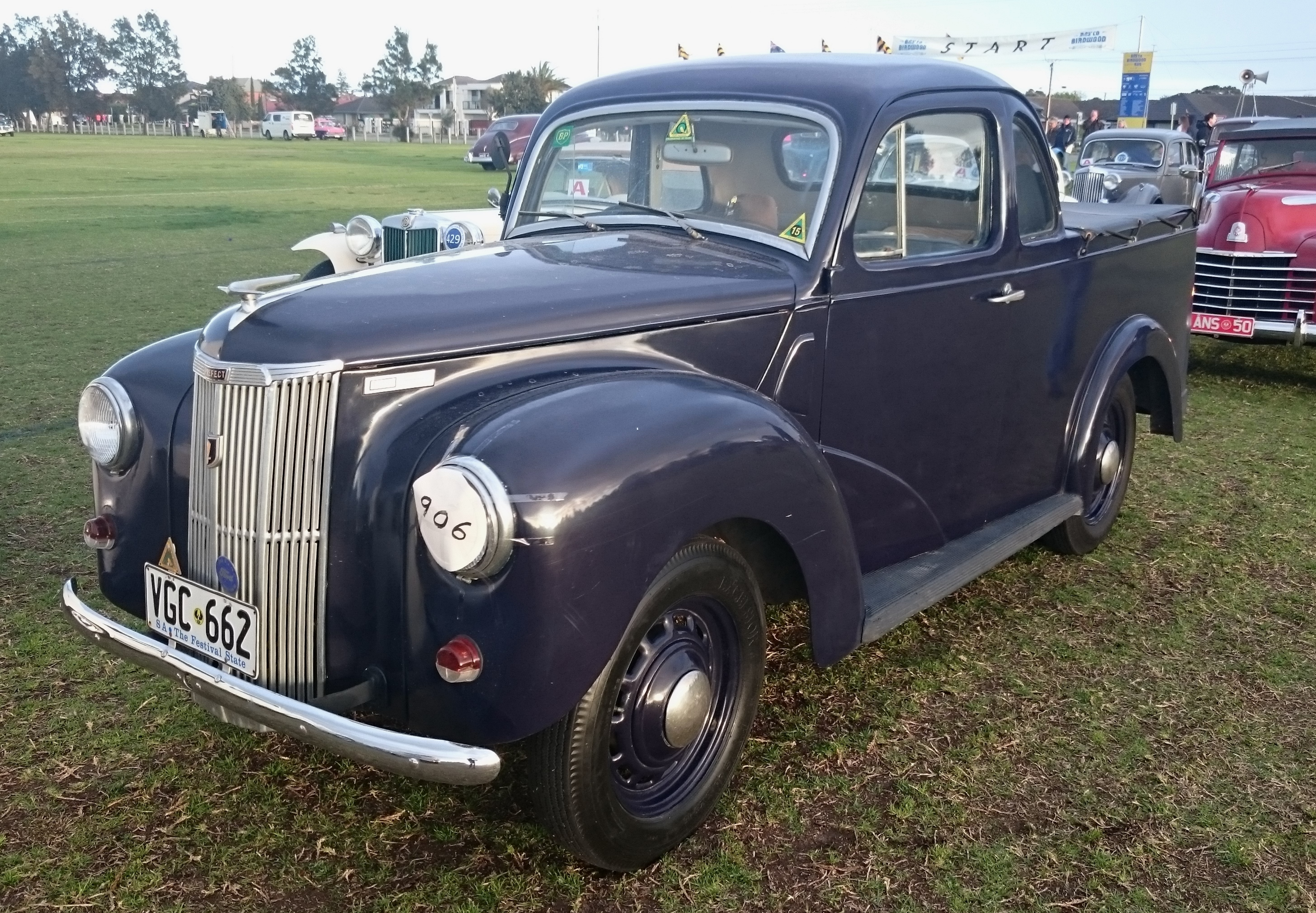
Ford Prefect Coupe Utility (A493A)

## 100E (1953—1959)
В 1953 году Ford Prefect был переработан вместе с Ford Anglia и оставался в производстве до 1959 года. Внешне Prefect отличается от Anglia вертикальными перекладинами на радиаторной решётке и четырьмя дверьми. Шасси было заменено цельной конструкцией, а спиральная независимая передняя подвеска заменила поперечную листовую рессору. Были установлены гидравлические тормоза Girling с барабанами 180 мм (позднее 200 мм). Двигатель Sidevalve объёмом 1172 см3 имеет тот же диаметр цилиндра, ход поршня и компоновку, однако были внесены изменения. В двигатель были внедрены регулируемые толкатели, степень сжатия была увеличена с 6,3:1 до 7:1, а выпускные клапаны увеличились в размерах. Мощность увеличилась до 36 л. с.
Максимальная скорость автомобиля составляла 114 км/ч, а до 97 км/ч он разгонялся за 32,2 секунды. На внутреннем рынке автомобиль стоил 658 фунтов стерлингов.

Всего было выпущено 100554 автомобиля.

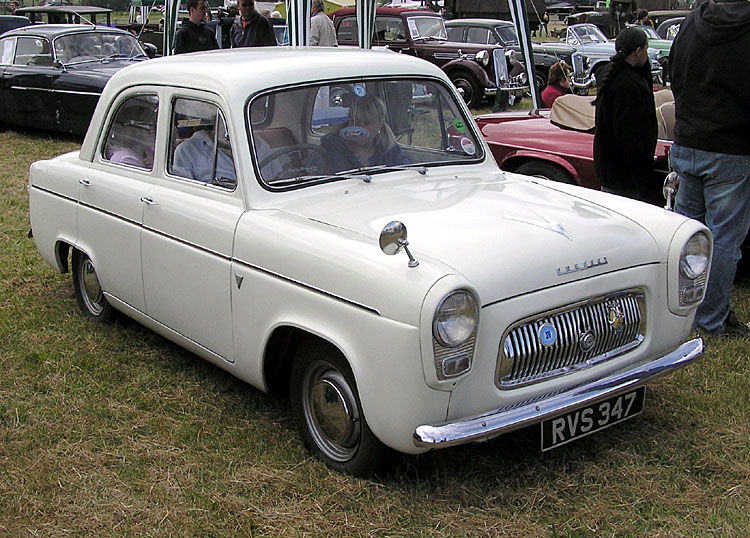
Ford Prefect 100E
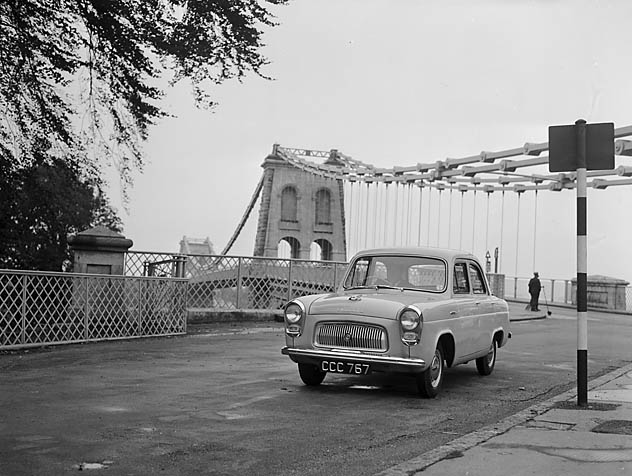
Ford Prefect на испытаниях в 1954 году

## 107E (1959—1961)

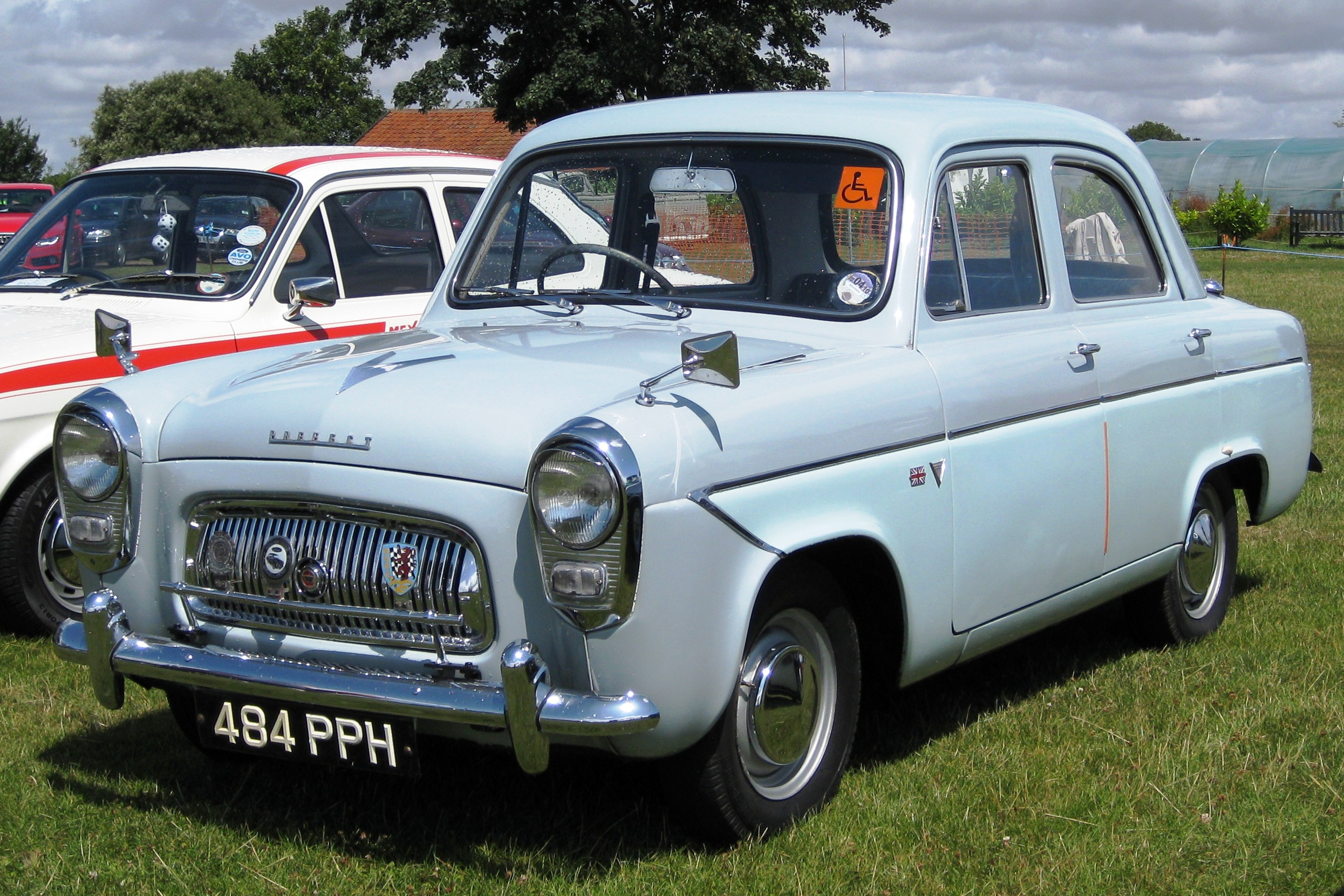
Ford Prefect 107E

107E являлся переработкой 100E с двигателем Ford Kent объёмом 997 см3, который сочетался в паре с четырёхступенчатой механической трансмиссией. Задняя часть оформлена в стиле банджо, что идентично Anglia 105E. К 1961 году было выпущено 38154 экземпляра.